# Am Einlaß
Am Einlaß ist eine kurze Straße am südöstlichen Rand der Altstadt von München. Sie geht auf Höhe der Schrannenhalle von der Blumenstraße ab und führt in leicht abgewinkeltem Verlauf in südöstlicher Richtung zum nördlichen Abschluss der Müllerstraße.

## Geschichte

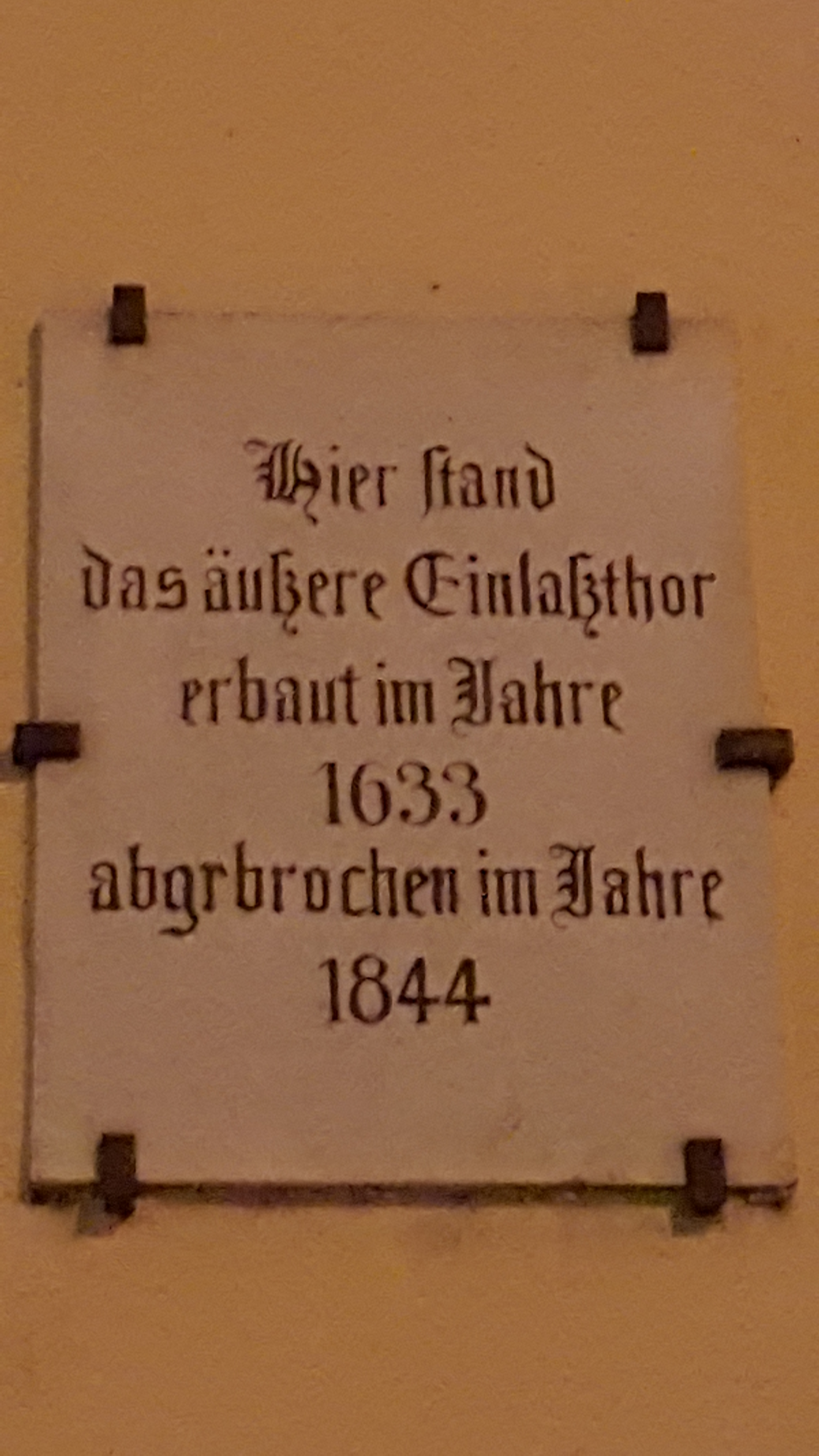
Gedenktafel

Seinem Namen erhielt der Straßenzug 1829 nach dem Einlasstor, einem Stadttor der zweiten Stadtmauer des mittelalterlichen Münchens. Für die ursprünglich Schiffertor benannte Durchfahrt bürgerte sich der Name Einlasstor ein, weil hier auch noch nachts gegen Zahlung einer Gebühr Einlass in die Stadt gewährt wurde, während die anderen Tore verschlossen waren.
Im Zuge des von Kurfürst Maximilian I. nach Ausbruch des  Dreißigjährigen Kriegs forcierten Ausbaus des Festungsgürtels wurde 1633 jenseits des Östlichen Stadtgrabenbaches seitlich zum Einlasstor etwa 100 m nach Süden versetzt das Äußere Einlasstor errichtet. Es befand sich dort, wo heute die Straße Am Einlaß in die Blumenstraße mündet. Mit der Neubebauung des Areals wurde das Tor 1844 abgebrochen. Eine Gedenktafel am Haus Am Einlaß 1 erinnert daran.
Nahezu den gesamten nördlichen Bereich des Straßenzugs nahm ein kleiner Teich ein, den der Krankenhausbach und der Lazarettbach bildeten. Auf einer Insel befand sich das nach seinem Erbauer benannte Ertl-Schlösschen. Zu Beginn des 19. Jahrhunderts erwarb der Unternehmer Joseph von Utzschneider das Areal zwischen Isartor und Einlasstor und machte das Schlösschen zu seinem Wohnhaus. Es wurde 1840 abgerissen.
Etwa zur selben Zeit der Niederlegung des Äußeren Einlasstores wurden die Bachläufe reguliert und der See trockengelegt. Der so entstandene Grund wurde mit spätklassizistischen Wohngebäuden überbaut.

## Straßenbild
Das Straßenbild wird bestimmt von denkmalgeschützten Wohngebäuden. Das Haus Nummer 1 wurde als Erweiterung des an der Blumenstraße und der Utzschneiderstraße errichteten Lebold-Blocks gebaut. Das Haus Nummer 2, ein viergeschossiges Wohngebäude, sollte nach Kriegsschäden aus dem Zweiten Weltkrieg 1948 und 1961 wieder instand gesetzt werden. 1978 wurde es abgerissen. Die ehemalige Tankstelle vor dem Haus Nr. 2 wird seit ihrer Stilllegung 1992 als zusätzlicher Spielort des Teamtheaters genutzt, das im Haus Nr. 4 seinen Hauptsitz hat.